# Armando Paredes
Armando Paredes Duarte (Vinces, Provincia de Los Ríos, Ecuador, 18 de junio de 1984) es un exfutbolista ecuatoriano que jugaba como Centrocampista.

## Trayectoria
Se inició en el Santa Rita de su tierra natal, desde la Categoría Sub-18 Serie B. Luego tuvo pasos por la LDU de Loja y el Venecia, ambos de la Segunda Categoría. En el 2004 fue prestado al Barcelona de Guayaquil y ese mismo año debutó en Serie A de Ecuador.
En el 2006 pasó al Emelec de la misma ciudad, y al momento ese ha sido su año de mejor rendimiento. En el 2007 volvió al Barcelona y el 2008 nuevamente pasó al Emelec. A comienzos de la temporada fue separado del primer plantel y enviado a entrenar con la Sub-20 debido a una pelea que tuvo con el director técnico Juan Urquiza, luego de dos meses fue reintegrado. En el 2009 es prestado al Centro Deportivo Olmedo de Riobamba.
En el 2010, Emelec lo cede a préstamo a El Nacional, donde permaneció unos meses y tuvo problemas que le impidieron continuar en el equipo. Luego pasó al Audaz Octubrino de la Segunda Categoría y también dejó el equipo por problemas disciplinarios., Jugó en el Cañar Fútbol Club de la Segunda Categoría de la Provincia del Cañar. Su último equipo fue el Carchi 04 FC del zonal de Segunda Categoría de la provincia del Carchi.

## Selección nacional
- Ha sido internacional con la Selección de fútbol de Ecuador en 1 ocasión. Fue el 17 de agosto de 2005, en un partido amistoso ante Venezuela en Loja.

## Clubes
| Club                  | País    | Año       |
| --------------------- | ------- | --------- |
| Liga de Loja          | Ecuador | 2002      |
| Venecia               | Ecuador | 2003      |
| Barcelona             | Ecuador | 2004-2005 |
| Emelec                | Ecuador | 2006      |
| Barcelona             | Ecuador | 2007      |
| Emelec                | Ecuador | 2008      |
| Olmedo                | Ecuador | 2009      |
| El Nacional           | Ecuador | 2010      |
| Audaz Octubrino       | Ecuador | 2010      |
| Liga de Loja          | Ecuador | 2011      |
| Liga de Portoviejo    | Ecuador | 2011      |
| Valle del Chota       | Ecuador | 2012      |
| Deportivo Quevedo     | Ecuador | 2013      |
| Carchi 04 Fútbol Club | Ecuador | 2015      |